# City 46

Logo des City 46 – Kommunalkino Bremen

Das City 46 ist ein Kommunalkino in Bremen. Es wurde 1974 gegründet und ist unter dem Kurznamen Koki (Kommunalkino) bekannt. Zunächst zeigte es seine Filme vornehmlich als Mitnutzer eines bestehenden Kinos im sogenannten Viertel, einem Quartier im Zentrum Bremens. Anfang der 1990er-Jahre zog das Kommunalkino in die Waller Heerstraße 46 im Bremer Stadtteil Walle, wo es erstmals über eigene Räumlichkeiten verfügte. Die Hausnummer 46 ging in den jetzt angenommenen Namen Kino 46 ein. Seit dem 7. Oktober 2011 – nach dem Umzug zur Birkenstraße 1 in der Bremer Innenstadt – heißt es City 46. Das Kino ist Mitglied des Bundesverband kommunale Filmarbeit.

## Geschichte des Kommunalkinos in Bremen

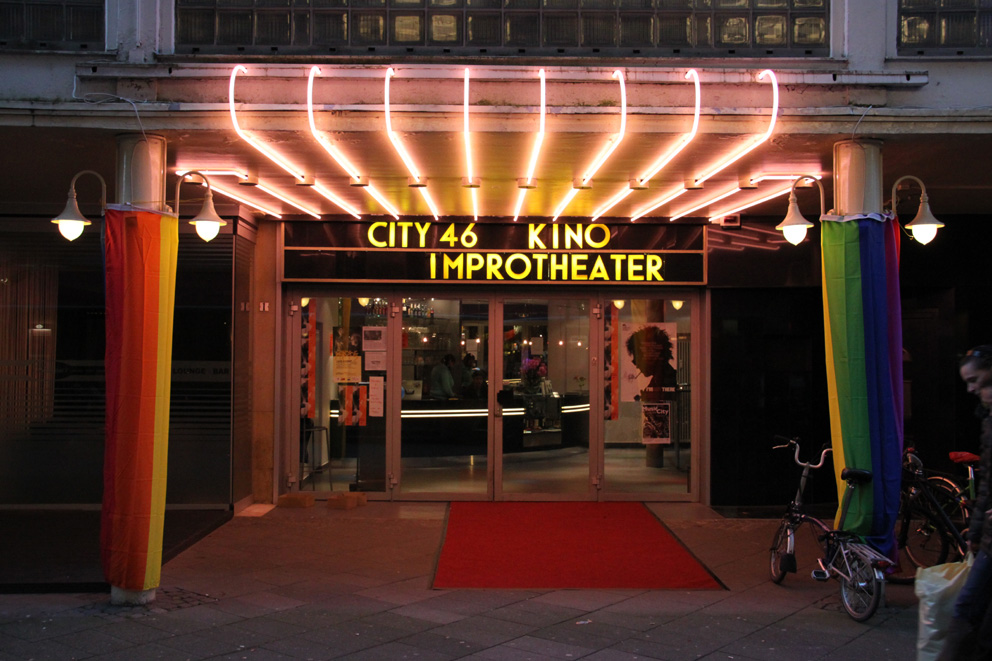
Illuminierter Eingang des City 46, dekoriert für das 18. Queerfilm-Festival im Oktober 2011

Hervorgegangen aus dem Umfeld der Studentenbewegung und in der Folge des Oberhausener Manifestes von 1962, das sich avantgardistisch gegen „Opas Kino“ der Heimatfilme wandte, entstanden damals vielerorts Kommunalkinos. Unter den ersten waren 1970 das Filmforum Duisburg und 1971 das kommunale Kino in Frankfurt am Main. In Bremen fand sich 1973 eine Gruppe von Menschen, darunter der damalige Besitzer des Kinos Cinema im Ostertor Gerd Settje, der Hochschullehrer Irmbert Schenk von der Universität Bremen, und der Filmemacher Günther Hörmann von der Arbeitsstelle Arbeiterkammer-Universität, die am 11. Oktober 1973 den Trägerverein Kommunalkino Bremen e. V. gründeten. Damit ist das Bremer Kommunalkino eines der ersten und damit ältesten Kommunalkinos in Deutschland. Das erklärte Motto der allgemein auch KoKi genannten Kinos war „Andere Filme anders zeigen“. Das KoKi Bremens sieht sich bis heute als eine Stätte, in der Film als zu bewahrendes Kulturgut gepflegt wird, anstatt ihn der schnellen Vermarktungskette „Kino – Video – Fernsehen – ewige Versenkung“ zu überantworten.
Der Verein wurde von Anfang an mit wechselnden Beträgen vom Bremer Senat finanziell gefördert. Einen eigenen Saal gab es jedoch 19 Jahre lang nicht, das KoKi war Gast in anderen Kinos und Spielstätten. Erst 1993 konnte es unter dem Namen Kino 46 in eigene Räume umziehen. 2011 erfolgte dann erneut ein Umzug an den aktuellen Spielort in der Bremer Innenstadt, jetzt als City 46.

### DasKommunalkino Bremen e.V.als Untermieter
Der Trägerverein des KoKi Bremen war zunächst darauf angewiesen, dass bestehende Kinos ihm Spielzeiten einräumten, denn für einen eigenen Saal fehlte das Geld. Unter dem Namen Kommunalkino Bremen e. V.  wurden die Filme in verschiedenen Kinos gezeigt, das KoKi war sozusagen dort Untermieter. Bis zu seinem Umzug in den Stadtteil Walle 1993 spielte das Kommunalkino seine Filme in erster Linie im Cinema im Ostertor im Viertel, einem stark von Studenten und Alternativen geprägten Quartier. Regelmäßig waren auch das Atlantis in der Böttcherstraße sowie die ehemaligen Mühlenbach Lichtspiele in Lesum Gastgeber des KoKi, es zeigte seine Filme in vielen Stadtteilen und Institutionen, u. a. in der Justizvollzugsanstalt Oslebshausen. Das Kino bestückte so jeden Monat zu einzelnen Terminen bis zu acht Spielstätten im gesamten Stadtgebiet.

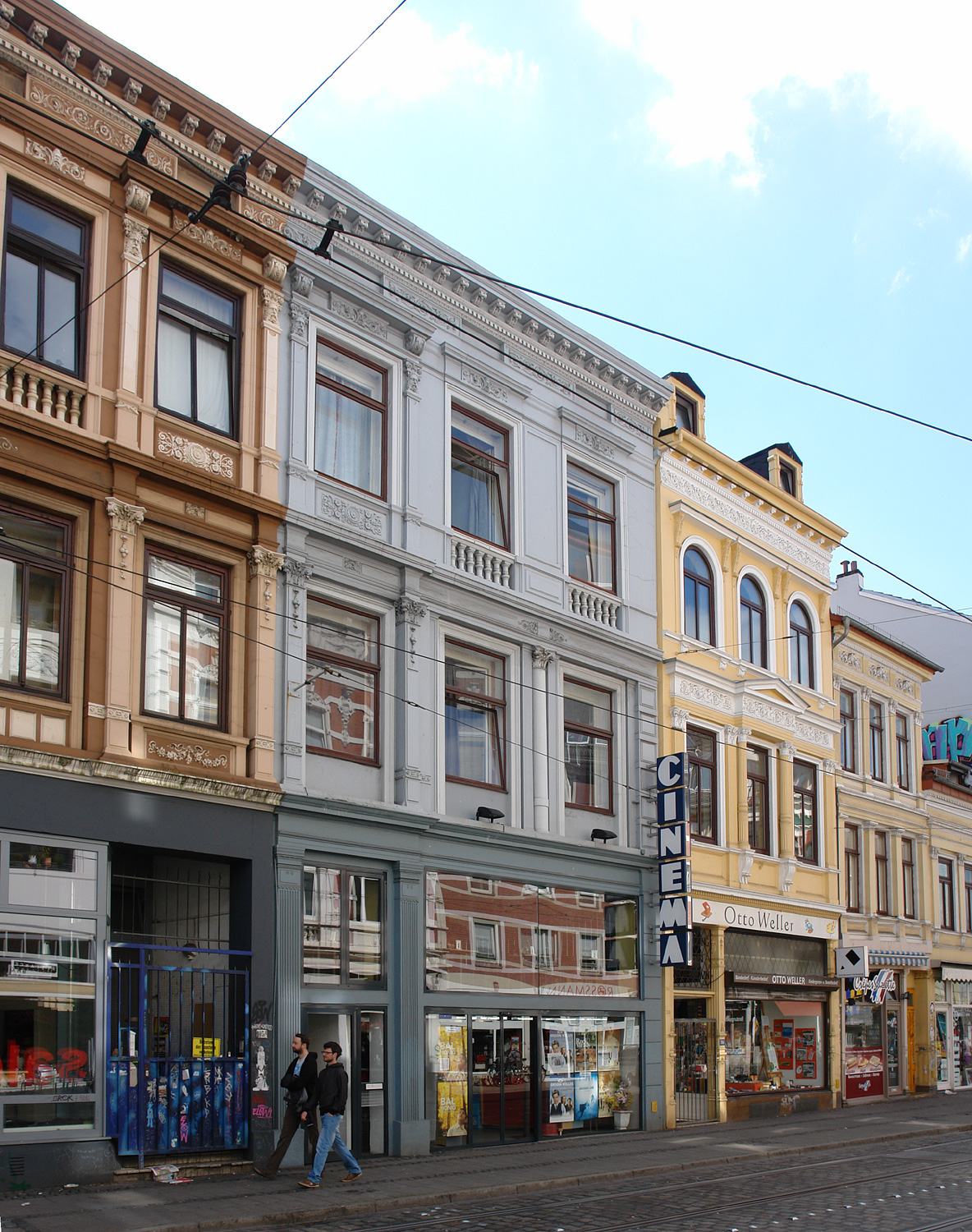
Das Programmkino Cinema im Ostertor war für das Kommunalkino Bremen von 1974 bis 1993 Hauptspielstätte

Insbesondere mit dem Programmkino Cinema im Ostertor verband das KoKi eine jahrzehntelange Zusammenarbeit. Die Filme konnten jedoch in der Regel nur vier- bis fünfmal in der Woche in der Zeit um 18 Uhr gezeigt werden, die profitableren Abendvorstellungen waren generell dem Programmkino vorbehalten. Vereinzelt wurde die Zusammenarbeit deshalb auch kritisch gesehen: KoKi-Mitglied Gerd Settje war zugleich Besitzer des kommerziell betriebenen Cinema und profitierte von der staatlichen Förderung, da das Koki dafür sorgte, dass das Cinema für die Spielzeiten am späten Nachmittag und frühen Abend garantierte Einnahmen hatte.
Ihren streng programmatischen Anspruch setzten die Kinomacher schon mit dem Eröffnungsfilm um. Sie zeigten am 7. Mai 1974 vor einem 203 Köpfe zählenden Publikum den proletarischen Film Kuhle Wampe von Bert Brecht und Slatan Dudow aus dem Jahr 1932. Das Programm des Kinos in den 1970er Jahren beschrieb ein Journalist in der Rückschau als „fortschrittlich karge Kost mit revolutionären Werken aus Lateinamerika, Filmen über die Arbeitswelt, etwas Herzog und Buñuel und fürs Vergnügen gerade mal eine Komödie von Jacques Tati“. Neben den genannten Schwerpunkten gab es unter anderem kuratierte Filmreihen, zum Beispiel zur „Situation der Frau“ und zum italienischen Neorealismus, später errang das Kino unter anderem 1988 mit dem Festival „Mai '68 und der Film“ auch überregional Bekanntheit. Nach der Wende präsentierte der Verein 1990 unter anderem gemeinsam mit der Angestelltenkammer von Bremen eine Auswahl an Beiträgen der 32. Leipziger Dokumentar- und Kurzfilmwoche 1989, die zur selben Zeit auf der Berlinale gezeigt wurden. Ein Jahr später startete von Bremen aus die in Zusammenarbeit mit dem Bremer Con-Filmverleih und dem Ost-Berliner Kino Babylon entstandene Reihe „Zwischen den Zeiten – Filme von DEFA-Dokumentarfilm-RegisseurInnen von 1989 bis 1990“, die in 40 Städten in Deutschland, Österreich und der Schweiz gastierte.
Politisch war das städtisch bezuschusste Kino in der Anfangszeit sehr umstritten. Zum Start des Projekts berichtete die Presse zum Teil sehr negativ und vermutete unter anderem „ideologisches Missionarskino“. Es gab zum Teil erhebliche Widerstände des politischen Establishments, die Initiatoren des Kinos wurden sogar persönlich angefeindet. Aus der CDU kam die Mutmaßung, hier solle in einem „chaotisch-maoistischen Sinne“ wohl „zur Gesellschafts- und Systemveränderung beigetragen werden“.
Die Besucherzahlen hingegen entwickelten sich von Anfang an recht gut. Dem Journalisten Jürgen Francke zufolge waren sie im Vergleich zu anderen Städten „nicht schlecht“. Er führt das „Auf und Ab“ des Kommunalkinos in einer Rückschau von 1993 auch auf die nicht immer konstante Kulturpolitik des SPD-geführten Bremer Senats zurück. Um jede Mark habe das KoKi kämpfen müssen.
Der Wunsch nach einer eigenen Spielstätte lebte fort. Die Bemühungen des Vereins, gemeinsam mit der Stadt einen eigenen Standort zu finden, wurden nie aufgegeben. Ende der 1980er-Jahre wurden die Pläne konkreter. Nach einer Planungsphase von insgesamt fünf Jahren und einem „jahrelange(n) Kleinkrieg zwischen Nutzern und Vermietern“ der avisierten Räumlichkeiten war der Standort für die nächsten 19 Jahre gefunden.

### Die Zeit in Walle alsKino 46
„Im Schatten des Bremer Fernsehturms“ in Walle sollte 1993 „die Film- und Videoszene des kleinsten Bundeslandes zu neuem Leben erwachen“. Das Kommunalkino zog in das neu geschaffene Medienzentrum Walle und konnte so, in unmittelbarer Nähe des Standorts des ehemaligen Decla-Kinos, eine eigene Spielstätte beziehen. Neben dem Kommunalkino zogen fünf weitere Vereine und Initiativen aus dem audiovisuellen Spektrum der Stadt in die Waller Heerstraße 46, darunter das Filmbüro Bremen e. V. sowie das damals noch unter Null Satt firmierende heutige Makemedia-Studio, ein Videoprojekt für Schüler. Später kam noch ein Café inklusive wechselnder Kunstausstellungen im Eingangsbereich des Komplexes hinzu. Allerdings war Walle für das Kommunalkino kein Wunschstandort, sondern eher eine „zu schluckende Kröte“: Dem Bremer Senat schwebte mit der Gründung des Medienzentrums eine kulturelle Belebung des Stadtteils vor, das Kommunalkino fürchtete, sein Stammpublikum zu verlieren. Doch nur so war die eigene Spielstätte durchsetzbar.

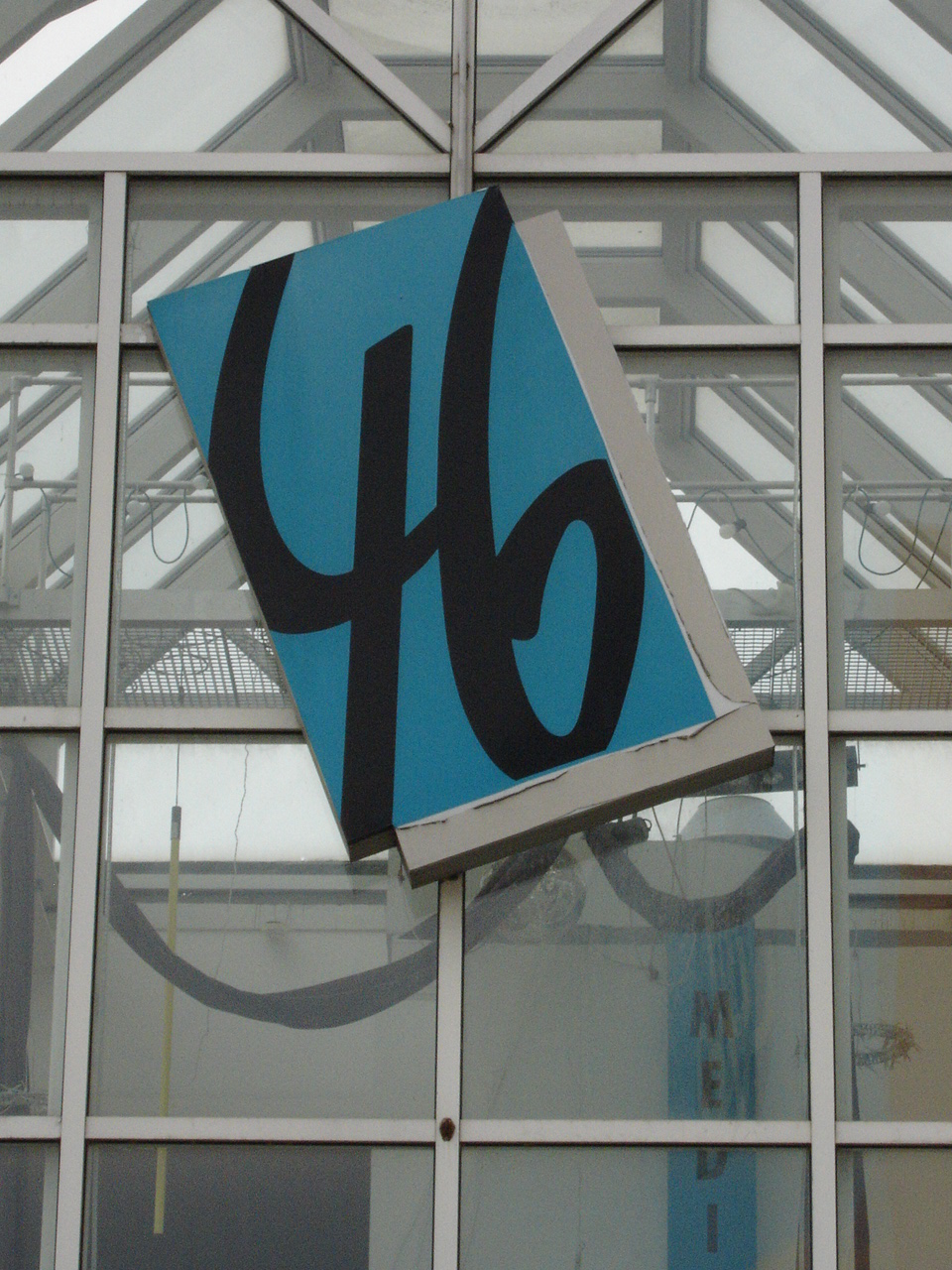
Mit dem Umzug in den Stadtteil Walle war auch eine Umbenennung verbunden: Aus dem Kommunalkino Bremen wurde das Kino 46

Mit dem Umzug war eine Umbenennung des Kinos verbunden. In Anlehnung an die Hausnummer des Medienzentrums nannte der Trägerverein die Spielstätte Kino 46. Im zweiten Stock eines weißen Neubaus gelegen, verfügte es über einen Saal mit 168 Plätzen, eine 7 m × 3 m große Leinwand und ein Dolby-Surround-System. Einige angrenzende Nebenräume beherbergten die Büros der fünf (mehr oder weniger fest) Angestellten. Unter ihnen war seit 1986 der heutige Geschäftsführer des Kinos, Karl-Heinz Schmid, der seit 1989 zum Team gehörende heutige stellvertretende Geschäftsführer und Theaterleiter Alfred Tews sowie die damalige Geschäftsführerin Christine Rüffert, die als freigestellte Lehrerin beim Kommunalkino arbeitete.
Erkennungszeichen von der belebten Hauptstraße her war ein großes Wandbild, das noch heute existiert. Wandmalerei ist eine Form der Kunst im öffentlichen Raum, die im Bremer Stadtbild weit verbreitet ist. Das besagte Kunstwerk zeigt mit Veronica Lake und Alan Ladd zwei Stars der Schwarzen Serie (auch bekannt als Film noir), in einem Standbild aus dem Film Die Narbenhand von 1942. Konzipiert und gemalt wurde dieses Wandbild von dem Bremer Künstler Ulrich Precht. Die feierliche Enthüllung des Wandgemäldes geschah im Oktober 1993, begleitet durch Walles „Dorf-Poet“ und ehemaligen Taz-Kolumnisten Ulrich Reineking-Drügemöller, zugegen war auch die damalige grüne Bremer Kultursenatorin Helga Trüpel,. Sie hatte den von ihrem Vorgänger Horst Werner Franke eingeleiteten Umzug des KoKi nach Walle umgesetzt.
Eingeweiht wurde die neue Spielstätte mit Friedrich Wilhelm Murnaus Film Faust – eine deutsche Volkssage von 1926 mit Live-Klavierbegleitung und dem französischen Arthouse-Film Delicatessen von 1991. Ab sofort gab es ein „Vollprogramm“: jeden Tag mehrere Filme, auch abends zur Hauptspielzeit. Seinen streng politisch-programmatischen Anspruch hatte das KoKi schon bald nach seiner Gründung 1974 hinter sich gelassen. Mittlerweile hatte es sich auch für andere Beiträge geöffnet, „Hollywoodfilme, der große Kommerz also“ waren im Kino 46 keineswegs mehr kategorisch ausgeschlossen. Neue Filmreihen und -festivals wurden geplant und gezeigt. Jeden Monat sollte zudem regelmäßig einer oder mehrere Stummfilme mit Live-Musikbegleitung aufgeführt werden.
Allerdings befürchtete die Belegschaft des Kino 46, dass sie die Hälfte des bisherigen Publikums, größtenteils Viertel-Bewohner, verlieren könnte: Diese sind in Bremen für ihre Zögerlichkeit verschrien, ihren sehr zentralen Stadtteil zum Ausgehen zu verlassen. Andererseits jedoch erhoffte sich der Trägerverein des Kinos neue Besucher aus dem Bremer Westen. Ein Jahr nach dem Umzug äußerten die Betreiber, beide Vermutungen hätten sich bestätigt. Das Kino 46 konnte sich mit der Lage im Bremer Westen tatsächlich neue Bevölkerungsschichten erschließen. So war zwar schon in der Zeit im Cinema gemeinsam mit dem Filmbüro Bremen ein Kinderfilmfest veranstaltet worden. In Walle konnte der Kinderfilmbereich dann aber ausgebaut werden, zumal die Kinomacher hier einen großen Bedarf ausgemacht hatten und sich schnell ein Stammpublikum erschließen konnten.
Insgesamt konnte sich das Kino 46 an der neuen Stätte schnell etablieren. Nicht einmal ein Jahr nach der Eröffnung attestierte das Stadtmagazin Bremer dem Kino „das mit Abstand ausgefallenste“ Kinoprogramm Bremens und gab ihm, als einem von drei Kinosälen Bremens, sechs von sechs möglichen Sterne. Das Magazin honorierte in seiner Bewertung auch die „Zwitter-Rolle“ des KoKi als „Stadtteilkino für den Westen und Avantgardekino für ganz Bremen“.

Im Kino etablierte sich unter anderem ab 1994/1995 das jährliche „Internationale Symposium zum Film“ sowie das „Queerfilmfestival“, dessen Wurzeln noch in der Zeit als Untermieter im Cinema lagen. Das Kino 46 wurde 2000 mit dem neu geschaffenen „Bundeskinopreis“ für das beste Programm eines nicht-kommerziellen Kinos in einer Stadt mit über 500.000 Einwohnern ausgezeichnet. Der Preis wurde vom Deutschen Kinematheksverbund gestiftet und war mit 10.000 Mark dotiert. Weitere Auszeichnungen folgten: Ab dem Jahr 2000 wurde das Kino regelmäßig von der bremisch-niedersächsischen Mediengesellschaft Nordmedia für sein Jahresprogramm ausgezeichnet. Beim Bundeskinopreis belegte es inzwischen mehrmals den dritten Platz.

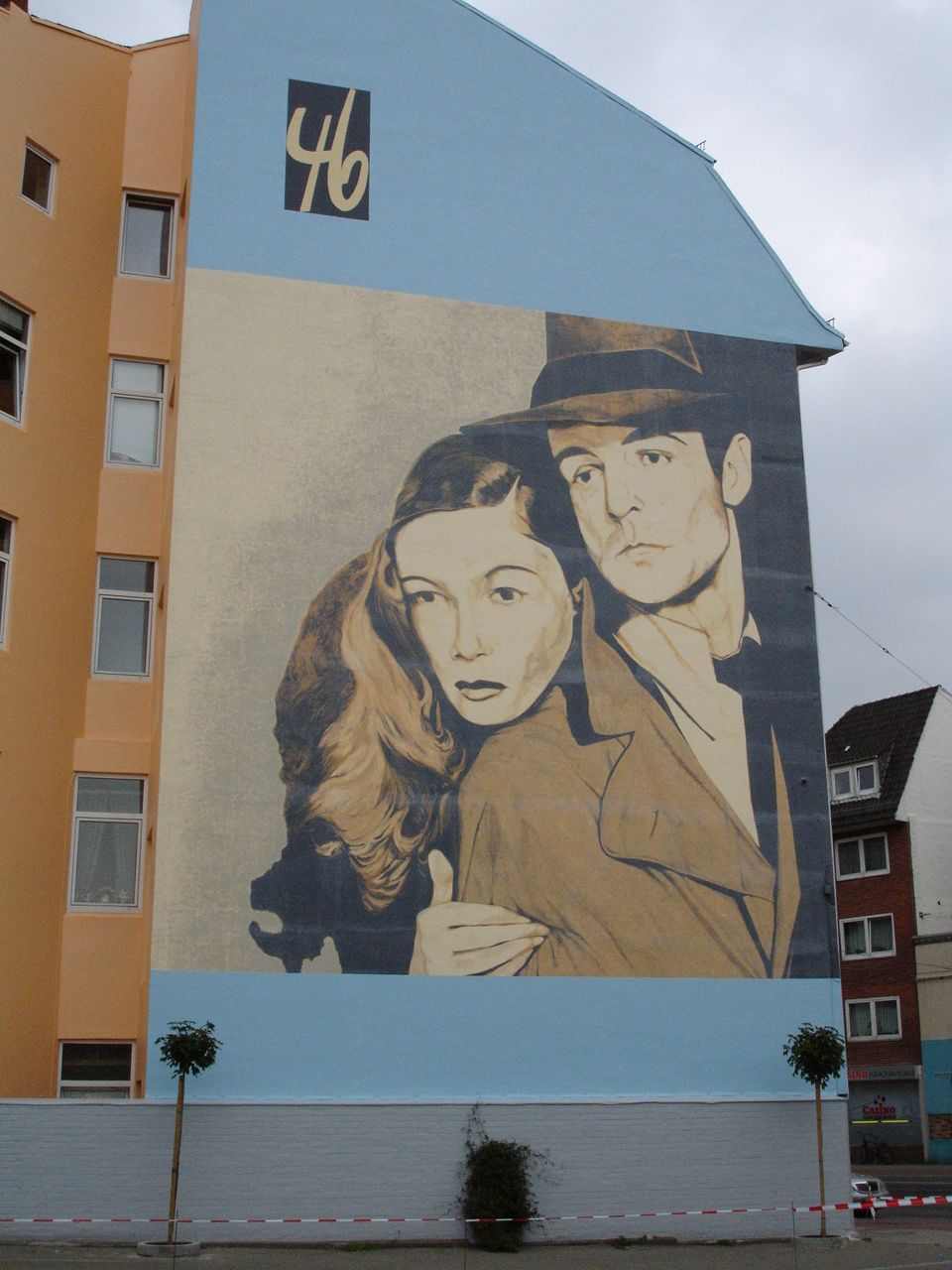
Veronica Lake und Alan Ladd blickten 18 Jahre lang auf das Kino 46 im Bremer Stadtteil Walle

Nach einer längeren Phase der Etablierung und der Routine folgte ab 2007 erneut eine Phase der Unsicherheit. Der Senat hatte vor dem Scheitern der Bewerbung Bremens als Kulturhauptstadt Europas für 2010 die Defizite im Kulturhaushalt immer wieder aus Sondertöpfen ausgeglichen. Jetzt folgte ein Umschwenken, die Kulturförderung sollte zwar verlässlicher, aber auch weniger werden. Ob jedoch das Kino 46 diese Umstrukturierung überstehen würde, war längere Zeit fraglich. Zudem sollte der Mietvertrag des Medienzentrums im Herbst 2011 auslaufen, eine Verlängerung kam aus finanziellen Gründen nicht in Frage. Ohne eigenen Kinosaal war der Fortbestand des Kommunalkinos gefährdet, denn der Verein mochte nicht erneut als Untermieter bei einem bestehenden Veranstaltungsort einsteigen. Nach einer längeren Suche und dem Gewinn einiger Unterstützung fand das Kommunalkino in den Räumen des Anfang 2010 geschlossenen Innenstadtkinos City einen passenden Ort. Im Mai 2011 wurde dann der Umzug des Kino 46 von der Kulturdeputation des Senats beschlossen. Den Zusatz 46 nahmen die Betreiber einfach mit, das Präfix Kino wurde durch das traditionsreiche City ersetzt: Das City 46 entstand.

### AlsCity 46in der Innenstadt
Die Bremer Innenstadt hat eine lange Kino-Tradition vorzuweisen, das Zentrum der Stadt war über Jahrzehnte die erste Adresse für Kinogänger. Die ersten „bewegten Bilder“ wurden in Bremen im August 1896 im Rahmen einer Ausstellung verschiedener Automaten an der Ecke Sögestraße/Am Wall gezeigt, weniger als 100 Meter vom heutigen City 46 entfernt. Auch die ersten festen Ladenkinos mit bis zu 200 Plätzen sowie das 1908 in der Ansgaritorstraße erbaute Glanzstück und erste große Lichtspieltheater Metropol der Vereinigten Theater Hagen und Sander lagen in der Innenstadt.
Den zentraleren Standort in der Nähe des Hauptbahnhofs konnte der Verein dank einer finanziellen Einigung mit der Stadt nach eigenen Vorstellungen renovieren. Die neue Spielstätte wurde am 7. Oktober 2011 mit einer Benefiz-Gala eröffnet.

### Geschichte desCity-Kinos
Lange Zeit war das City gemeinsam mit dem Europa betrieben worden. Auf der Rückseite des City, in der Bahnhofstraße, war das Europa 1926 als Premium-Spielstätte der Bremer Kinokette Luedtke und Heiligers gegründet worden. Neben vielen Kinoneugründungen gehörte auch das 1957 eröffnete City zum Heiligers-Imperium. Drei Jahre bevor sich das Ehepaar Heiligers aus dem operativen Geschäft zurückzog und seine Kinos verpachtete, ließ es mit dem City und weiteren Spielstätten noch einige moderne Kinobauten errichten.

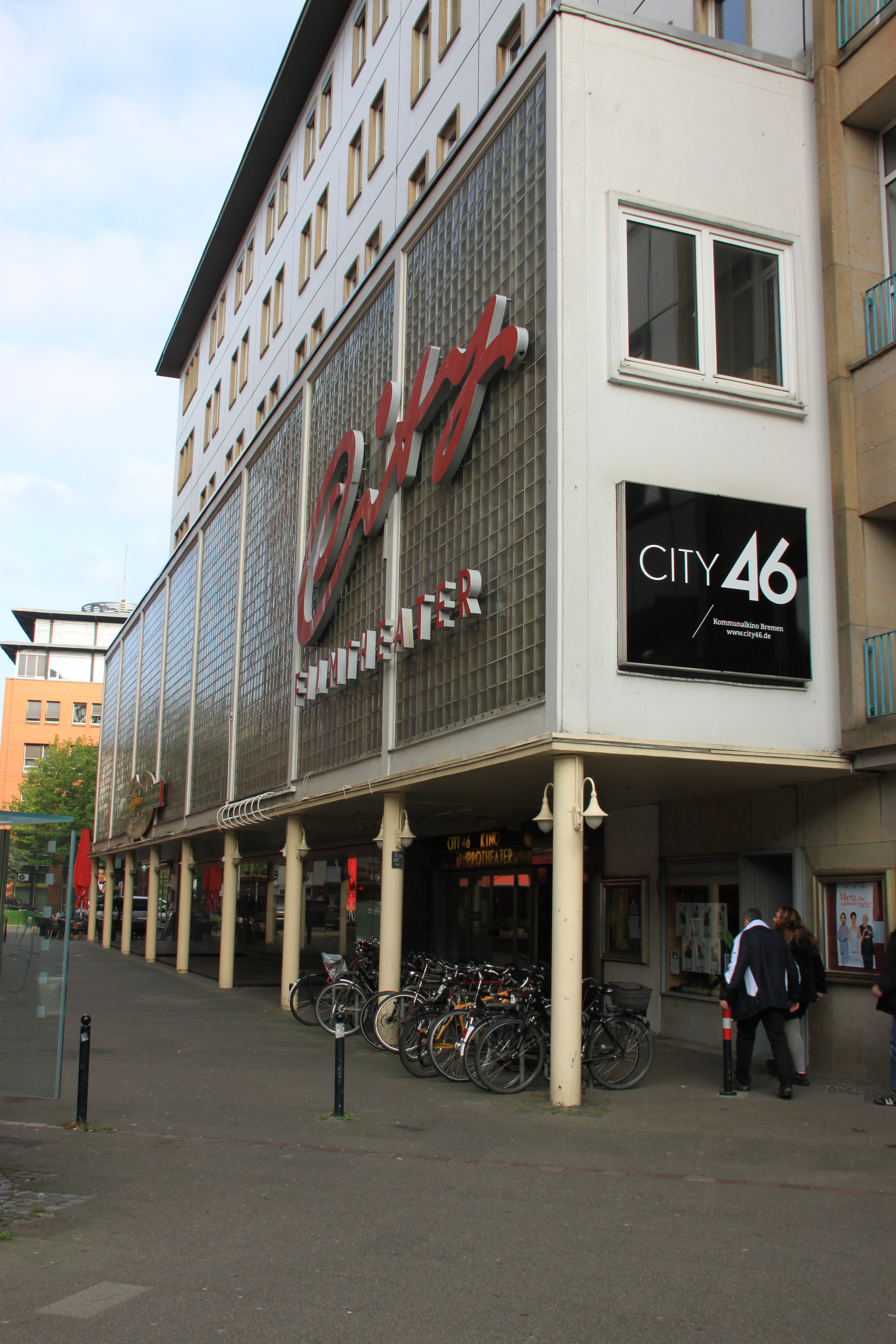
Als City 46 zog das Kommunalkino 2011 in das 1957 eingeweihte Traditionskino City

Mit zahlreichen Licht- und Farbeffekten in der Innenausstattung galt das City wie das ebenfalls repräsentative Europa als „supermodern“ und „todschick“. Glasbausteine in der Außenfassade, damals eine große Neuheit, ließen bis zum Beginn der Vorstellung Tageslicht in den großen Saal fallen. Auf der Breitleinwand flimmerte der Film im CinemaScope- oder gar im damaligen 3D-Verfahren.
In den 1990er-Jahren befanden sich beide Kinos im Besitz der Kinogruppe von Hans-Joachim Flebbe. Diese begann sich mit seinem Multiplexkino, das 1991 in Hannover eröffnete Cinemaxx, von Einzelspielstätten abzuwenden. Daher gab sie die insgesamt vier Säle zählenden Spielstätten Anfang 1995 „für einen 'erträglichen Preis'“ an zwei alteingesessene Bremer Kinobetreiber ab. Der Betreiber der Schauburg Bremen Manfred Brocki und der Betreiber des Cinema Thomas Settje, Sohn des KoKi-Mitgründers Gerd Settje, hatten sich, eigentlich Konkurrenten, für das Vorhaben zusammengetan. Der bisherige Programmleiter Heinz Rigbers blieb und die neuen Betreiber hofften, sich bis zur angekündigten Eröffnung des Cinemaxx am Bahnhof so weit profiliert zu haben, dass sie diesen „Kinoriesen“ nicht zu fürchten brauchen.
Das Europa war jedoch auf die Dauer nicht zu halten. Der vom Stadtmagazin Bremer 1993 noch als geschmackvoll bewertete und als einer der besten Bremens eingestufte Saal wich bald nach Eröffnung des Cinemaxx einer uniformen Rossmann-Filiale. Das City mit seinen drei Sälen wurde später als Nachspielkino mit geringen Eintrittspreisen betrieben. Mit dem Bremer Improvisationstheater nahm es 2007 einen Untermieter auf, der auch nach der Schließung des Kinos 2010 in Saal 2 sein Publikum empfing.

### Ausstattung des heutigenCity 46
Zum Einzug des Kommunalkinos 2011 wurden keine größeren Umbauten vorgenommen, zumal die Betreiber den Charme der 1950er-Jahre beibehalten wollten. Das Foyer im Erdgeschoss wurde ebenso wie der Rest der Räumlichkeiten renoviert. Im Treppenaufgang zu den Kinosälen im zweiten Stock blieb die aus den 1950er-Jahren stammende Spiegelwand erhalten, das obere Foyer wurde heller und größer gestaltet. Die drei Säle des City wurden in der bestehenden Aufteilung beibehalten. Die Sanitäranlagen wurden neu eingerichtet. Es war nicht möglich, die Räume durchgängig behindertengerecht zu gestalten, der Zugang zu den Kinosälen ist jedoch durch ein zweites im Gebäude liegendes Treppenhaus mit Fahrstuhl gegeben.

#### Säle

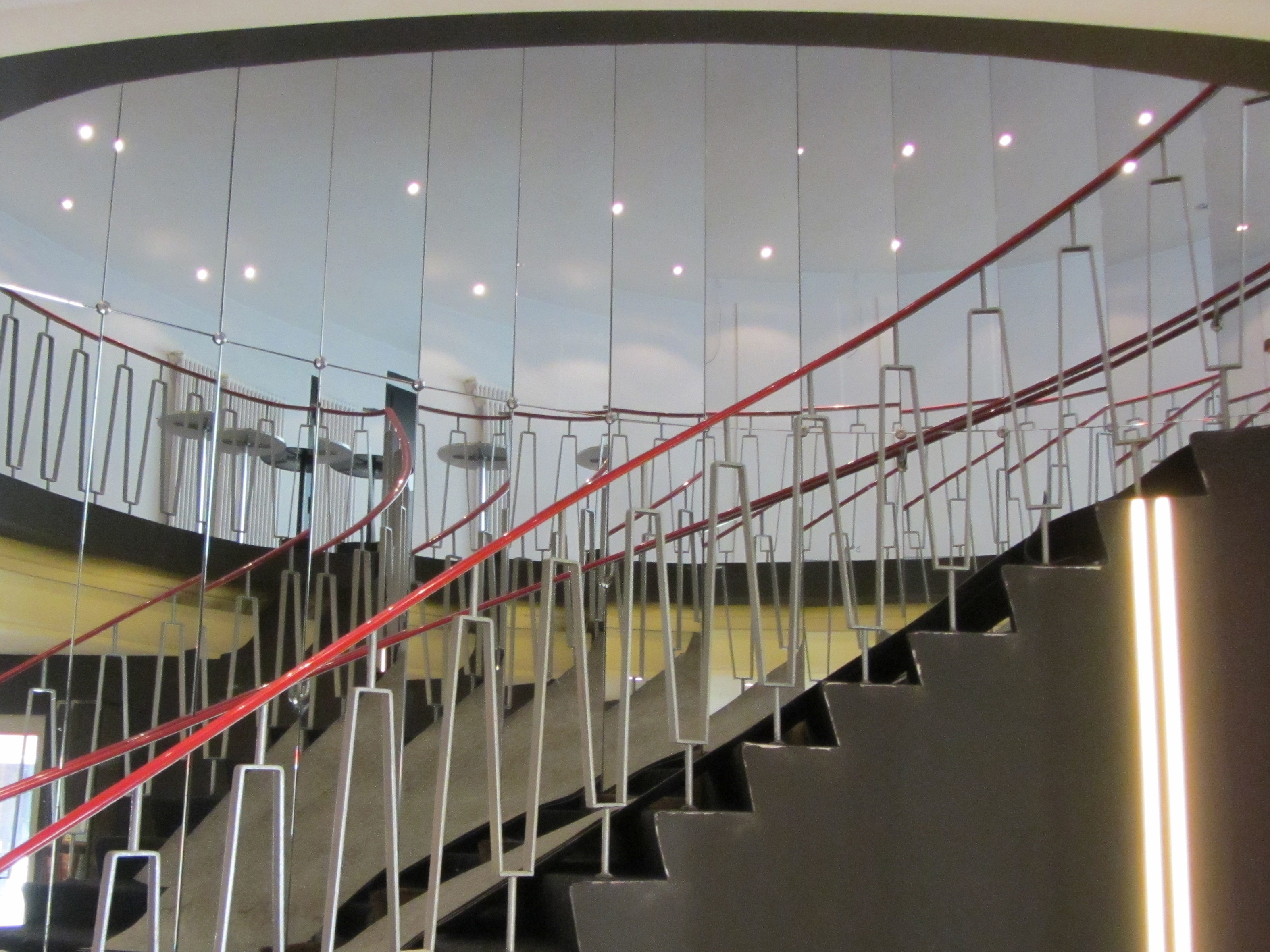
Der Treppenaufgang mit der Spiegelwand im Foyer des Kinos stammt noch aus den 1950er-Jahren

Das City 46 hat zwei Kinosäle und einen Seminarraum. Der große Saal, Kino 1, beherbergt 160 Plätze auf 160 m², seine Ausstattung wurde von Cornelia Klauß vom Bundesverband kommunale Filmarbeit als „in seiner Gestaltung sehr angemessen“ bewertet. Die neuen Kinosessel sind im Gegensatz zur Spielstätte in Walle, wo die Sitze in einem nüchternen Blau gehalten waren, klassisch rot. Die Glasbausteine in der Außenwand, die zu den Anfangszeiten des City-Kinos noch per Vorhang zu verdunkeln waren, sind mittlerweile längst verkleidet und blieben es auch beim Umbau 2011.
Ein zweiter Saal verfügt über 90 Plätze auf 100 m². In diesem Studiokino wurden gut erhaltene blaue Kinosessel aus dem Waller Standort eingebaut. Das Kino 2 wird nach wie vor freitags vom Improtheater Bremen bespielt, dieses finanzierte hier die neue, jetzt breitere Bühne und die Bodenkonstruktion, die Sitzreihen steigen jetzt stärker an als zuvor. In Kino 2 sollen auch Konzerte und Lesungen stattfinden.
Im früheren Kino 3, jetzt Seminarraum und Kino-Schule für die medienpädagogischen Veranstaltungen, sind ca. 60 Plätze auf 60 m² vorgesehen, eine feste Bestuhlung gibt es jedoch nicht. Eine zuvor verkleidete Fensterfront über die nahezu gesamte Länge des Raumes wurde im Zuge der Renovierung freigelegt. Die Einrichtung dieses Seminarraums eigens für die Filmvermittlung ist laut den Betreibern einmalig in einem Kino in Deutschland.
Insgesamt wurde die Anzahl der Plätze in den Sälen im Vergleich zur vorigen Aufteilung teils erheblich reduziert, um dem Publikum mehr Beinfreiheit zu gewähren. Im großen Saal sank die Zahl der Kinosessel von 234 auf 160, in Kino 2 von 120 auf 90 und in Kino 3 von 100 auf ca. 60.

#### Technik
Das City 46 verfügt über eine Mischung aus analoger und digitaler Technik, das Kino ist auf eine Vielzahl von Medienformen eingerichtet. Je nach Materiallage werden Filme von der klassischen 35-mm-Filmkopie, von DVD oder mittlerweile von Blu-ray abgespielt. Auch für die selten gewordenen Filmformate 16-mm und 8-mm gibt es Abspielmöglichkeiten. Seit 2014 hat das Kino einen modernen DLP-Projektor. Zur Aufführung von Stummfilmen gibt es mehrere Philips-Projektoren mit stufenlos verstellbarer Vorführgeschwindigkeit, eine Ausstattung, die selbst bei Kommunalkinos selten ist. Diese Möglichkeit zur variablen Geschwindigkeit ist bei Stummfilmen notwendig, da es vor Einführung des Tonfilms keine Standardgeschwindigkeit gab. Diese wurde erst mit dem Tonfilm eingeführt, da Ton nur eine einzige richtige Abspielgeschwindigkeit kennt und das Bild damit zur zeitlichen Standardisierung zwingt.

## Finanzierung und Förderung
Der Betrieb des City 46 beruht auf einer ausgeprägten Mischkalkulation. Zunächst einmal wird es seit seinem Entstehen mit wechselnden Summen von der Stadt unterstützt. Neben der staatlichen Förderung hat es eigene Einnahmen aus Eintrittsgeldern und Gastronomie, außerdem bemüht es sich um Drittmittel, zum Beispiel durch verschiedene Institutionen der Filmförderung und über Preisgelder von Mediengesellschaften. Das Kino profitiert auch stark von der Kooperation mit Co-Veranstaltern und Medien in der Stadt.
Einen Teil der Einnahmen steuern die Mitglieder und Fördermitglieder des Vereins selbst bei. Im Rahmen des Umzugs wurden vermehrt sogenannte Stuhlpatenschaften vergeben, die Paten werden im Foyer des Kinos auf einer Holzskulptur genannt.

## Programmgestaltung
Die Programmgestaltung des City 46 ist von Filmreihen und Kooperationen mit Partnern in der Stadt geprägt. Mit dem Umzug hat sich das KoKi zudem vorgenommen, den filmvermittelnden Bereich des Kinos weiter auszubauen. Mit dem überarbeiteten Konzept soll auch eine Institutionalisierung und Intensivierung der bisherigen Zusammenarbeit mit dem Fachbereich Kulturwissenschaften der Universität Bremen einhergehen, auch programmatisch. Den Betreibern attestiert Cornelia Klauß, damit ein „hohes konzeptionelles Risiko“ eingegangen zu sein, da es jetzt gelte, den von den Betreibern des City 46 verfolgten verstärkt medienpädagogischen und filmvermittelnden Ansatz als Alleinstellungsmerkmal mit Leben zu füllen.

### Schwerpunkte und Partner
Das Kino zeigt einige hundert Filme pro Jahr. Das Programm reicht vom Experimentalfilm bis zum Kinderkino. Einige Konstanten ziehen sich durch das Programm, vor allem die oben angesprochene Kooperation mit Partnern in der Stadt. Einige Dutzend Kooperationen geht das Kino im Jahr ein, mit den unterschiedlichsten Institutionen. So werden zum Beispiel zuweilen Ausstellungen der Kunsthalle Bremen oder des Überseemuseums mit Filmreihen begleitet, mit dem Museum Weserburg verbindet das KoKi eine langjährige Zusammenarbeit im Bereich Experimentalfilm. Auch das 1995 gegründete Instituto Cervantes sowie das Institut français mit der jährlichen französischen Reihe Cinéfête sind konstante Partner des City 46. Ebenfalls finden Kooperationen mit der Arbeitnehmerkammer sowie mit dem Nordwestradio statt, das die langjährige Reihe „Mein Film“ begleitet, bei dem monatlich ein von einem bekannten Bremer oder einer bekannten Bremerin ausgewählter Film gezeigt wird.

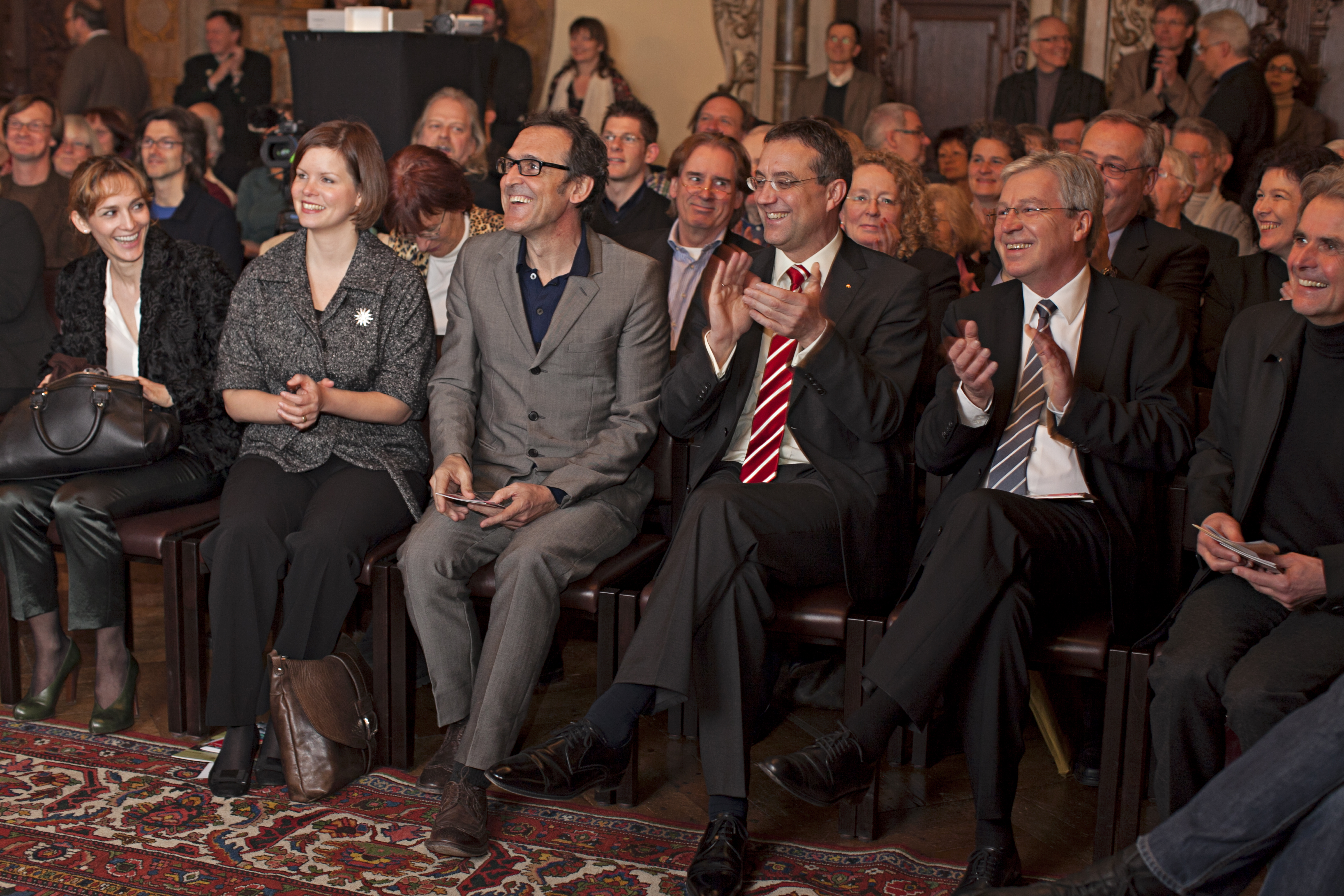
Im Januar 2011 ging der jährliche Bremer Filmpreis an den spanischen Filmkomponisten Alberto Iglesias, hier Dritter von links

Dank dieser Kooperationen, so die Journalistin Alexandra Albrecht, hole sich das Kino immer neue Leute ins Haus. So wurden über die Jahre zahlreiche Filmreihen zu einzelnen Themen kuratiert und aufgeführt, zu Ländern, Kontinenten, Regisseuren, es gab und gibt Experimentalfilmreihen, Dokumentarfilmreihen und Kurzfilmreihen. Die Betreiber zeigen viele Filme, die, so Geschäftsführer Schmid, außer ihnen niemand in der Stadt spielen würde, zum Beispiel afrikanische und asiatische Produktionen. Zudem wenden sich mittlerweile vermehrt kleinere Filmverleiher an das Kino, die ihre Filme nicht für die Erstaufführung in den großen Häusern platzieren könnten. Bei allen Filmen ist es den Kinomachern wichtig, sie wenn möglich in der Originalfassung mit deutschen Untertiteln zu zeigen.
Ein weiterer wichtiger Programmpunkt des Kinos ist die Aufführung von Stummfilmen mit musikalischer Live-Begleitung, unter anderem mit dem Pianisten und Stummfilmbegleiter Ezzat Nashashibi oder dem Landesjugendorchester Bremens.
Das KoKi setzt außerdem auf die Vermittlung von Film- und Medienkompetenz. Die neu eingerichtete Kino-Schule im früheren Kino 3 kommt unter anderem bei der aktuellen Reihe „ABC des Autorenfilms“ und der „Schule des Sehens“ in Kooperation mit der Universität zum Einsatz. Mit Angeboten wie dem wöchentlichen Kinderkino sollen auch junge Kinogänger erreicht werden. Bei den Schulkinowochen, einem gemeinsamen Projekt von Filmverleihern und Bildungseinrichtungen, ist das City 46 regionaler Partner. Nach Angaben des Kinos wächst die Resonanz des Programms von Jahr zu Jahr; Ende 2011 lag die Gesamtbesucherzahl der Schulkinowochen bei ca. 13.000 bei allen teilnehmenden Spielstätten.

#### Queerfilm-Festival
Seit 1994 findet mit dem Queerfilm-Festival ein Lgbtq+- Filmfestival im Kommunalkino Bremen statt. Die in der Regel sehr gut besuchte Veranstaltung wird vorrangig ehrenamtlich von „kinobegeisterten“ queeren Personen organisiert. Alle Filme werden als Bremer Erstaufführung gezeigt. Dabei wird versucht alternative Lebensweisen, insbesondere Lebensweisen im queeren Kontext ein filmisches Forum zu geben.

#### Internationales Symposium zum Film
Jedes Jahr im Januar wird im Kommunalkino das „Internationale Symposium zum Film“ ausgerichtet. Das Symposium ist eine ständige Kooperation zwischen dem Fachbereich 9 der Universität Bremen und dem KoKi. Es wurde 1995 im Rahmen des UNESCO-Projekts „100 Jahre Kino“ ins Leben gerufen. Die Veranstaltung stellt jedes Jahr ein anderes Thema im Bereich Film in den Fokus, zu dem dann Vorträge von Referenten aus dem In- und Ausland gehalten werden. Die Vortragenden wählen zu ihren Beiträgen passende Filme aus, die das Programm ergänzen.
Die Veranstaltung gilt als „publikumsorientiert und trotzdem wissenschaftlich fundiert“ und hat sich „mit dieser seltenen Mischung bundesweit einen guten Ruf erworben“, so der Weser Kurier. Die Beiträge werden mittlerweile nach der Veranstaltung in einem Sammelband von den Veranstaltern herausgegeben. Zu den bisherigen Vortragenden aus den Bereichen Filmgeschichte, Filmtheorie und Medienwissenschaft gehören eine Reihe bekannter Wissenschaftler und Autoren, darunter Laura Mulvey, Enno Patalas, Georg Seeßlen, Thomas Elsaesser, Elisabeth Bronfen, Klaus Kreimeier und Alain Robbe-Grillet.
Kinder- und Jugendprogramm
Ein Highlight des jährlichen Kinoprogramms ist das Kinder- und Jugendfilmfest Kijuko. Dieses Festival richtet sich an junge Kinobesucher und bietet neben Filmvorführungen auch workshops, bei denen Kinder selbst kreativ werden können. Einmal im Monat findet Sonntags das Kijuko Club statt wo Filme vorgeführt werden und zusätzlich Erlebnisse wie Filmgespräche, Spiel- und Bastelaktionen versprechen. Für Schulklassen und Kindergartengruppen gibt es darüber hinaus die Möglichkeit Filme aus dem Programm oder Wunschfilme vormittags zu buchen.

## Preise
Das City 46 hat im Laufe der Jahre unterschiedliche Auszeichnungen erhalten.
Kinopreis des Kinematheksverbundes: Dieser Preis in der Kategorie „Kino, das verbindet“ ging der Preis an das City 46, das sich laut Jurybegründung „Im Rahmen seiner Kinoarbeit insbesondere der Integration sozial Benachteiligter widmet“. Das City 46 hat diesen Preis mehrfach erhalten, welches dessen Bedeutung als kulturelles Zentrum für Filmkunst in Bremen unterstreicht.
Nordmedia Kinoprogrammpreis: Jedes Jahr werden sowohl gewerbliche als auch nicht-gewerbliche Filmtheater und Spielstätten aus Niedersachsen und Bremen mit dem Kinoprogrammpreis von Nordmedia ausgezeichnet. Auch das City 46 erhielt diesen Preis schon mehrfach. Die Preise, die insgesamt mit 150.000 Euro dotiert sind, werden für herausragende Jahresfilmprogramme und besondere Filmreihen vergeben.